# 葉信 (清朝)
葉信（1716年—1774年），字师权。江西省宁都县梅江镇文坊村人。清朝军事将领、武进士出身。
乾隆六年（1741年）乡试中武举，乾隆十三年（1748年）登武进士，乾隆三十三年（1768年），升山东济南参将。乾隆三十九年，平定张四古庄贼匪王伦叛乱，此后镇守东昌、临清、新城等地，并镇守新城孤城十五昼夜。武英殿大学士舒赫德统兵进剿后彻底平定，叶信因功封山东总兵。舒赫德上奏乾隆，表示葉信用黑狗血、女人的陰門陣破了王倫的妖術。后因劳瘁病，乾隆三十九年去世。